# Politikåret 1891

## Händelser
- 24 januari – John Ballance efterträder Harry Atkinson som Nya Zeelands premiärminister.[1]
- 9 februari – Antonio di Rudinì efterträder Francesco Crispi som Italiens konseljpresident.[2]
- 6 mars – Johannes Wilhelm Christian Steen efterträder Emil Stang som Norges statsminister.[3]
- 6 juni – John Abbott efterträder avlidne John A. Macdonald som Kanadas premiärminister.[4]
- 10 juli – Gustaf Åkerhielm avgår som Sveriges statsminister och ersätts av Erik Gustaf Boström.[5]

## Födda
- 2 februari – Antonio Segni, italiensk jurist och politiker, premiärminister 1955–1957 och 1959–1960, president 1962–1964.
- 2 juli – Karin Kock, svensk nationalekonom och politiker, konsultativt statsråd 1947–1948 (Sveriges första kvinnliga statsråd), Sveriges folkhushållningsminister 1948–1949, överdirektör för Statistiska centralbyrån 1950–1957.
- 16 september – Karl Dönitz, tysk sjömilitär, rikspresident 1945.
- 29 december – Béla Imrédy, ungersk nationalekonom och politiker, finansminister 1932–1935, centralbankschef 1935–1938, premiärminister 1938–1939.

## Avlidna
- 9 september – Jules Grévy, fransk politiker, president 1879–1887.

### Fotnoter
1. ↑  ”New Zealand” (på engelska). World Statesmen. http://www.worldstatesmen.org/New_Zealand.htm. Läst 1 augusti 2015.
2. ↑  ”Italy” (på engelska). World Statesmen. http://www.worldstatesmen.org/Italy.htm. Läst 31 juli 2015.
3. ↑  ”Norway” (på engelska). World Statesmen. http://www.worldstatesmen.org/Norway.htm. Läst 29 juli 2015.
4. ↑  ”Canada” (på engelska). World Statesmen. http://www.worldstatesmen.org/Canada.html. Läst 1 augusti 2015.
5. ↑  ”Sweden” (på engelska). World Statesmen. http://www.worldstatesmen.org/Sweden.html. Läst 28 juli 2015.